# Бронзана торбарска мачка
Бронзана торбарска мачка или бронзана квола (Dasyurus spartacus) је врста сисара торбара из реда Dasyuromorphia и породице Dasyuridae. 

## Распрострањење
Ареал врсте је ограничен на мањи број држава. Врста је присутна у Западној Новој Гвинеји (Индонезија) и Папуи Новој Гвинеји.

## Станиште
Станиште врсте су саване. Врста је присутна на подручју острва Нова Гвинеја. 

## Угроженост
Ова врста је на нижем степену опасности од изумирања, и сматра се скоро угроженим таксоном.